# جون درو (كرة سلة)
جون درو (بالإنجليزية: John Drew)‏ مواليد 30 سبتمبر 1954 في فريدنبيرغ، هو لاعب كرة سلة أمريكي سابق. بدأ مسيرته الاحترافية في سنة 1974. تم اختياره من قبل فريق أتلانتا هوكس خلال الدرافت. بلغ طوله 6 قدم 6 بوصة (2.0 م). اعتزل اللعب في 1986. شارك مرتين في مباراة كل النجوم. أحرز خلال مسيرته في الإن بي إيه 15291 نقطة بمعدل 20.7 نقطة في المباراة الواحدة.

## روابط خارجية
- جون درو على موقع إن بي أي (الإنجليزية)
- جون درو على موقع سبورتس رفرنس (الإنجليزية)
- جون درو على موقع ريلجم (الإنجليزية)
- جون درو على موقع بروبوليرز (الإنجليزية)